# Pholioxenus oleolus
Pholioxenus oleolus är en skalbaggsart som först beskrevs av Thérond 1965.  Pholioxenus oleolus ingår i släktet Pholioxenus och familjen stumpbaggar. Inga underarter finns listade i Catalogue of Life.